# 東京芸術財団
一般財団法人東京芸術財団（とうきょうげいじゅつざいだん、Tokyo Art Foundation、略称：TAF）は、日本の芸術文化団体。設立者は神道系新宗教ワールドメイト教祖の深見東州（半田晴久）で、深見の劇団の公演や深見のコンサートなどを主催している。
芸術文化の創成、提供、企画・上演、芸術的才能の発掘・育成を通して、人々の幸福や公益に寄与するための活動を行う事を主旨としている。

## 沿革
- 2011年2月25日に、東京都一般財団法人を設立する。
- 2012年9月に、日本で初めてオペラ・オーストラリアとの共作によるオペラを公演する。
- 2013年9月26日に、進撃の阪神巨人 ロックコンサート!! 日本武道館を開催する。エイズ撲滅を目指し、レソト王国の福祉団体サンタバリーに収益金を寄付するチャリティコンサートとして行われ、ジョー・リン・ターナー、ボビー・キンボール、ミッキー・トーマス、スティーヴ・オージェリーが来日する[2]。
- 2014年12月9日に、サンタバリーから、コンサートの収益金を寄付した功績に対する感謝状を授与される[3]。

## 組織
会長
- 半田晴久（深見東州）

副会長
- 栗林義信

理事長
- 井上康道

理事
- 亀井静香
- 鳩山由紀夫
- 小沢一郎
- 大友直人

他

元理事
- 鳩山邦夫

## テレビ
- 『たちばな出版エンターテイメントパラダイス』 （FOXスポーツ&エンターテイメント）
  - 「オペラ ドン・パスクワーレ」2016年6月6日9:30 - 12:00、（再）6月18日8:30 - 11:00